# George Dole

Zawodnik Yale Bulldogs

George Stuart Dole (ur. 30 stycznia 1885 w Ypsilanti, zm. 6 września 1928 w Winthrop) – amerykański zapaśnik walczący w stylu wolnym. Złoty medalista olimpijski z Londynu 1908 w wadze piórkowej.
Zawodnik Yale University.
Mistrz Amateur Athletic Union w 1907 i 1908 roku.

## Letnie Igrzyska Olimpijskie 1908
| Konkurencja        | Rundy eliminacyjne     | Rundy eliminacyjne    | Rundy eliminacyjne    | Rundy eliminacyjne | Klas. końcowa |
| Konkurencja        | I runda                | Ćwierćfinał           | Półfinał              | Finał              | Miejsce       |
| ------------------ | ---------------------- | --------------------- | --------------------- | ------------------ | ------------- |
| 60,3 kg styl wolny | Percy Cockings (GBR) Z | James Webster (GBR) Z | William McKie (GBR) Z | John Slim (GBR) Z  | 1.            |